# Tandarts

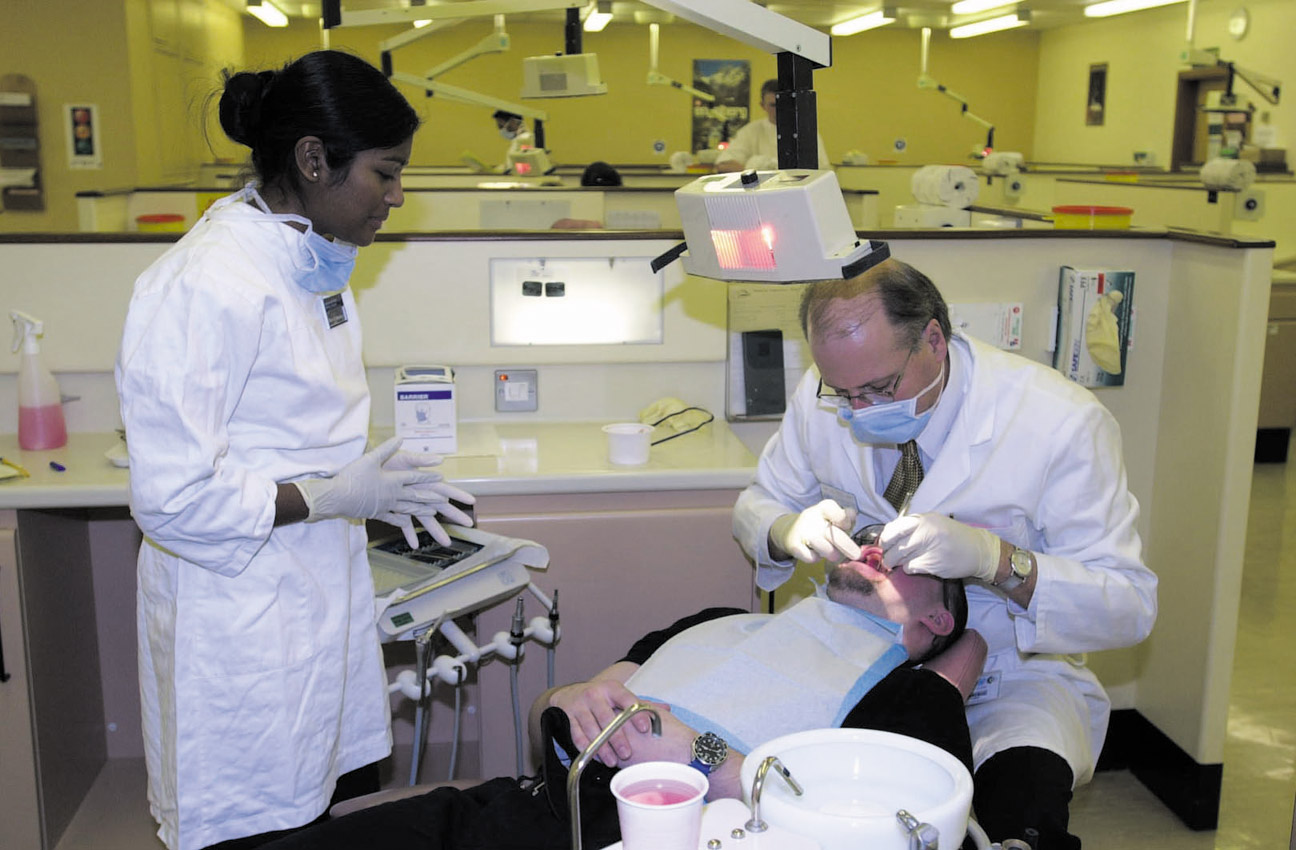
Tandartsen aan het werk

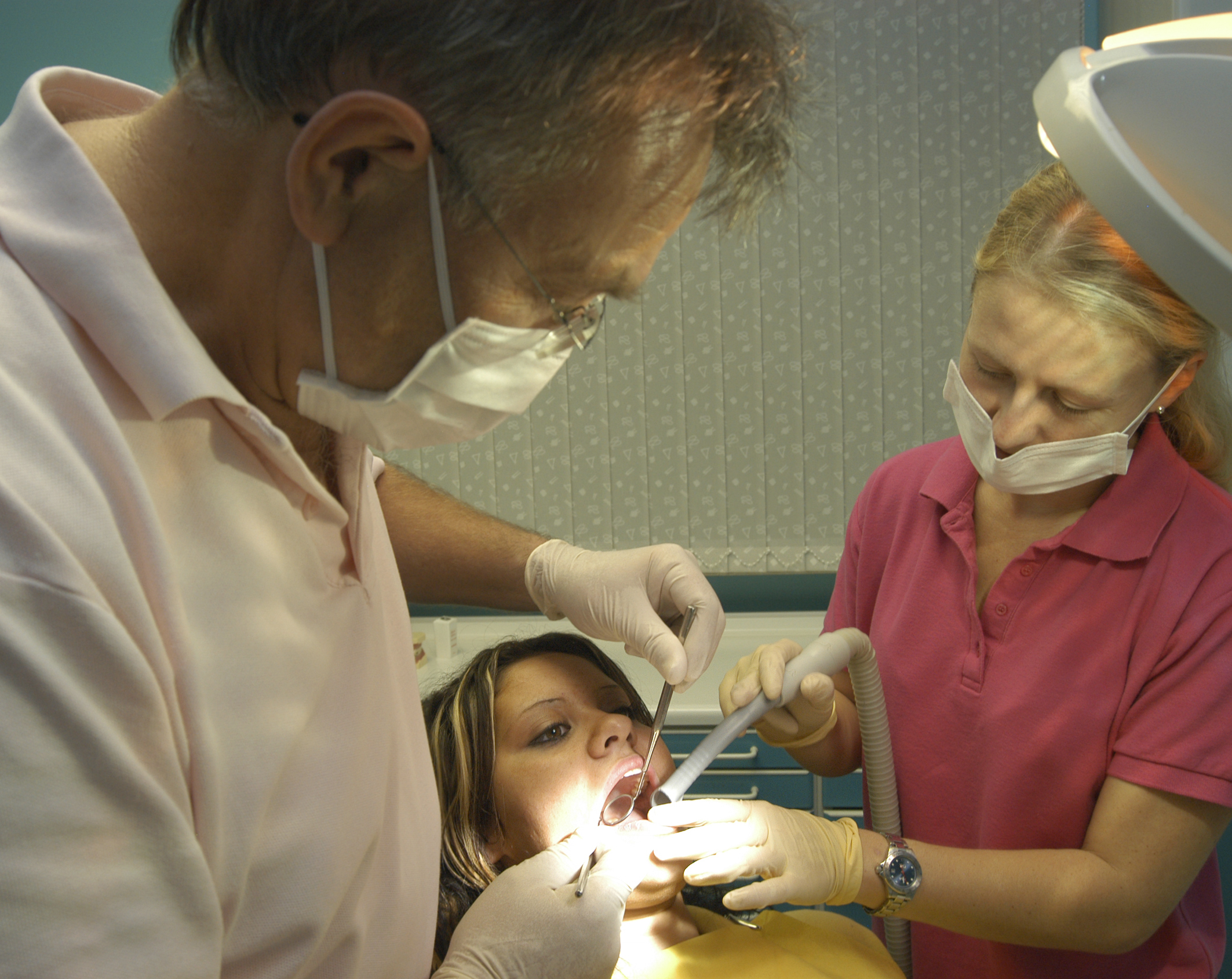
Tandartsen bezig met mondspiegel en afzuigslang

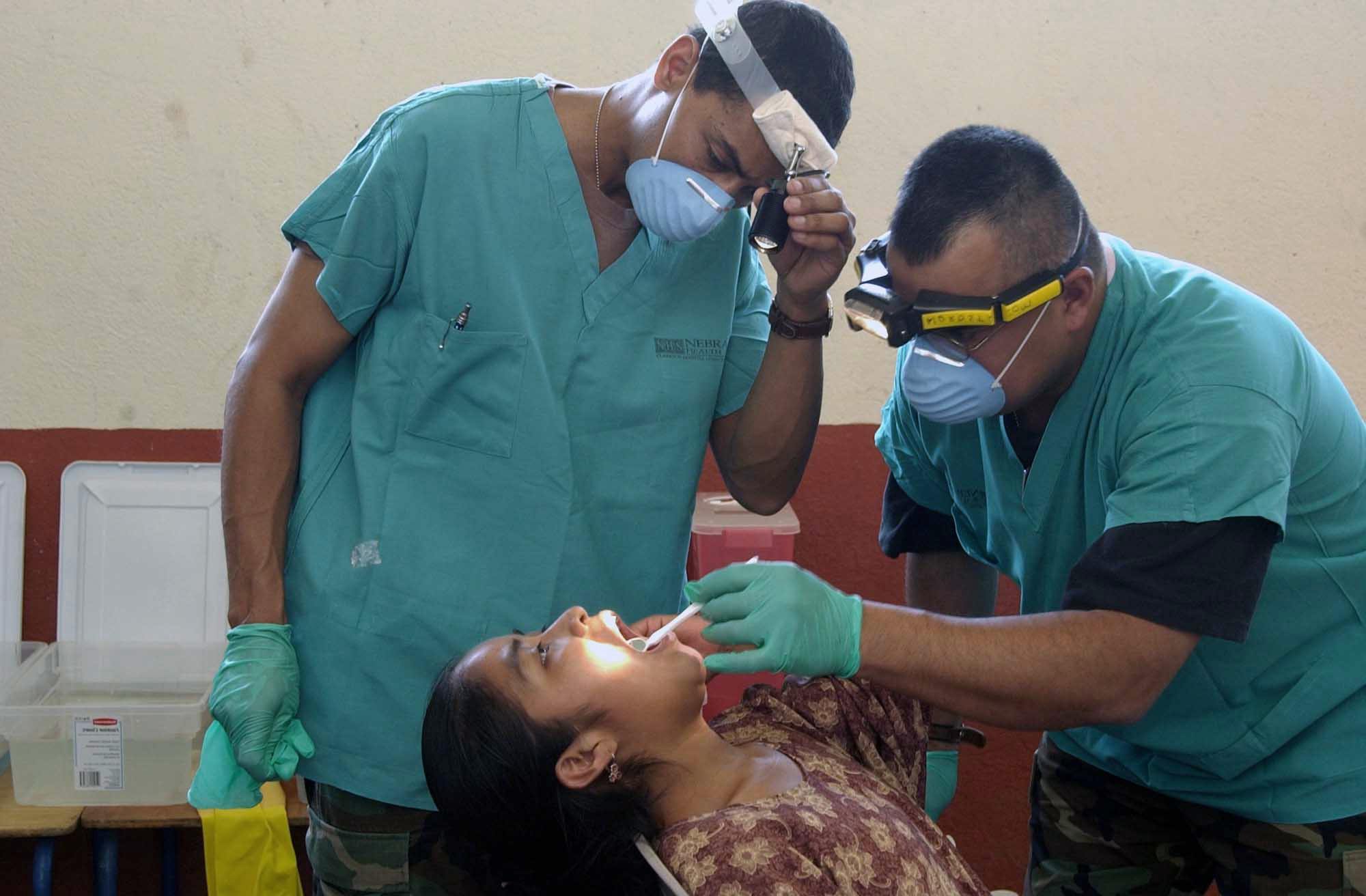
Militaire tandartsen aan het werk in Guatemala

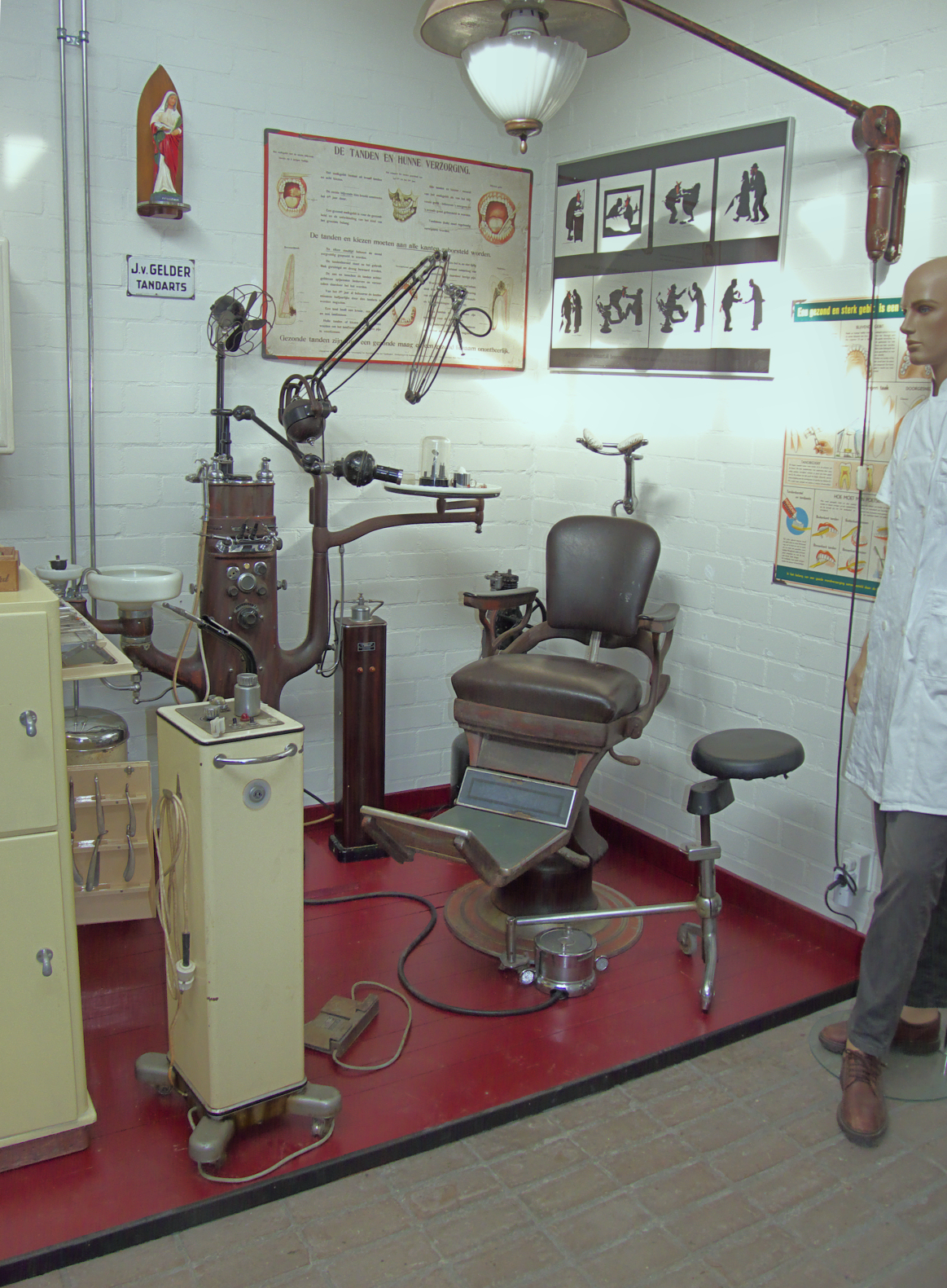
Oude tandartspraktijk in een museum in Hilvarenbeek

Een tandarts is iemand die gespecialiseerd is in de mondgezondheid. 
Er zijn in de tandheelkunde, net zoals in de geneeskunde, verschillende specialisaties. Een tandarts die in het aanbrengen van beugels is gespecialiseerd is een orthodontist, terwijl een specialist in mondziekten, kaak- en aangezichtschirurgie (mka-chirurg) zowel tandarts als arts is en in het ziekenhuis zwaardere medische ingrepen aan de mond uitvoert. Naast specialisaties kent de tandheelkunde ook differentiaties. Een gedifferentieerd tandarts is een tandarts die zich op een specifiek deelgebied van de tandheelkunde heeft toegelegd maar geen extra bevoegdheden heeft ten opzichte van de tandarts 'algemeen practicus' en daarom geen specialist is. Een tandarts-parodontoloog behandelt problemen aan het tandvlees, tandarts-implantologen leggen zich toe op het plaatsen van implantaten, tandarts-endodontologen op wortelkanaalbehandelingen en tandarts-gnathologen op kaakgewrichtsklachten.
De werkruimte van een tandarts heet in Vlaanderen vaak tandartskabinet, in Nederland wordt dit vaak "een praktijk" genoemd. Tandartsen worden wanneer ze een behandeling doen meestal bijgestaan door één of meer assistenten.

## Geschiedenis
Het vak van tandarts heeft niet altijd als apart beroep bestaan. In de Middeleeuwen was degene die zich met de haarverzorging bezighield, de barbier, tegelijk chirurgijn, wat erop neerkwam dat hij geneesheer en tandarts was. Gaandeweg raakte in Europa het beroep van barbier echter in onbruik. Vanaf de zeventiende eeuw was de tandheelkunde een op zichzelf staande discipline, die tevens academisch werd onderwezen.
Het trekken van tanden en kiezen gebeurde vroeger onverdoofd.

## Opleidingen
Tandartsen volgen een zesjarige universitaire opleiding. De opleiding heeft in België en Nederland een studieduur van zes jaar, vóór 2007 was dit vijf jaar. Na de studie tandheelkunde kan een tandarts zich in België tot orthodontist of parodontoloog specialiseren, in Nederland zijn er de specialisaties tot kaakchirurg en orthodontist. Voor een specialisatie tot kaakchirurg is in België en Nederland zowel het arts- als het tandartsdiploma vereist.

## Academische titels
Tandartsen hebben om hun beroep te mogen uitoefenen een academische achtergrond op het gebied van de tandheelkunde. 
In Nederland is de titel tandarts beschermd en om deze te mogen voeren moet men in het BIG-register zijn geregistreerd.  Tandartsen moeten op grond van de Wet klachtrecht cliënten zorgsector (WKCZ) ook bij een klachtencommissie zijn aangesloten. De meeste tandartsen zijn aangesloten bij de klachtencommissie van hun beroepsorganisatie. Dat is in Nederland de Koninklijke Nederlandse Maatschappij tot Bevordering der Tandheelkunde (KNMT). Tandartsen, die zich niet bij een beroepsorganisatie hebben aangesloten, moeten zich individueel bij een klachtencommissie aansluiten.
Om in België het beroep te mogen uitoefenen, moet de tandarts door het Rijksinstituut voor Ziekte- en Invaliditeitsverzekering (RIZIV) worden erkend.

## Huidige praktijk
Mede wegens de hoge installatiekosten van een tandartsenkabinet worden door tandartsen meer en meer groepspraktijken opgericht. De uitrusting kan dan worden gedeeld en de tandartsassistenten kunnen voor de verschillende tandartsen werken. Het wordt zo ook eenvoudiger om de patiënt meer gespecialiseerde tandheelkundige hulp aan te bieden.
De tandarts gebruikt tegenwoordig om de pijn te verlichten bij een behandeling meestal een injectie om de tand of kies met daaromheen het deel van de mond te verdoven. Soms kan de behandeling plaatsvinden onder narcose of sedatie met distikstofmonoxide.
Andere beroepen in de mondzorg en waarmee de tandarts veel samenwerkt zijn mondhygiënist, tandprotheticus en tandtechnicus.
Het komt in Afrika en Azië nog steeds voor dat degene die tandheelkundige ingrepen verricht, tevens meer handelingen aan het lichaam verricht. Bovendien gebeurt dit niet in een praktijk of kliniek, maar gewoon op straat.

## Organisaties
Veruit de meeste mondzorg in Nederland, en een groeiend aantal in Vlaanderen, wordt verleend door tandartsen in algemene en/of gedifferentieerde tandartspraktijken, al of niet in combinatie met andere zorgverstrekkers. 

### Beroepsverenigingen
De meeste tandartsen zijn aangesloten bij een beroepsvereniging. In Nederland zijn dat de Koninklijke Nederlandse Maatschappij tot Bevordering der Tandheelkunde (KNMT) en de Associatie Nederlandse Tandartsen (ANT), in Vlaanderen het Verbond Vlaamse Tandartsen (VVT) of de Vlaamse Beroepsvereniging Tandartsen (VBT). De World Dental Federation (FDI, van het oorspronkelijk Franse Fédération dentaire internationale) is de internationale koepelorganisatie.  

### Zorgbedrijven
Meer en meer tandartsenpraktijken worden overgenomen door internationale zorgbedrijven zoals het Zwitserse Colosseum Dental of het Britse mydentist, die allebei meer dan 500 tandartsenpraktijken beheren. Deze bedrijven worden op hun beurt financieel benaderd door investeringsgroepen, aangestuurd door adviesbureaus zoals KPMG. In België bestaan daarnaast regionale zorgbedrijven als Benedenti, en internationale als Dentius.

## Varia
- Mensen met tandartsangst kunnen zich er moeilijk of niet toe zetten om naar de tandarts te gaan.
- De heilige Apollonia is de patroonheilige van de tandartsen en tandtechnici.